# Strada statale 73 Senese Aretina
La strada statale 73 Senese Aretina (SS 73), da Siena all'uscita Sansepolcro della E45, o strada provinciale 157 Roccastrada (SP 157), nel grossetano, o strada provinciale 73 bis Senese Aretina (SP 73 bis), nel senese, è una strada provinciale e statale italiana. Collega le località toscane di Braccagni, a nord di Grosseto, e di Sansepolcro, in provincia di Arezzo. Fino alla completa apertura della statale di Paganico ha costituito la più importante via di comunicazione fra la costa maremmana e le zone interne della Toscana. Il percorso originario, dall'andamento sinuoso con forti saliscendi, è rimasto tale da Braccagni a Siena, mentre è stato in parte modificato da una serie di varianti da Siena a Sansepolcro. Nell'ottobre 2008 sono, tuttavia, iniziati alcuni lavori di rettifica del tracciato anche a sud di Siena, nel territorio del comune di Chiusdino.

## Storia
La strada statale 73, in origine denominata "Senese-Aretina e di Bocca Trabaria", venne istituita nel 1928 con il seguente percorso: "Dall'innesto con la n. 1 presso Montepescali per Roccastrada - Siena all'innesto con la n. 71 presso Arezzo e da Arezzo per Sansepolcro - Valico di Bocca Trabaria - Urbania - Urbino a Calmazzo."
Nel 1938 il suo percorso venne ridotto alla tratta dall'innesto con la nuova SS 3 bis presso Sansepolcro all'innesto con la SS 1 presso Montepescali; la breve tratta da San Giustino a San Sepolcro passò a far parte della stessa SS 3 bis, mentre il tratto da San Giustino a Calmazzo andò a costituire la nuova SS 73 bis "di Bocca Trabaria". Contemporaneamente la SS 73 assunse la denominazione attuale.
In seguito al decreto legislativo n. 112 del 1998, dal 2001 la gestione del tratto Braccagni-Siena è passata dall'ANAS alla provincia di Grosseto (dal km 0 al km 33) e alla provincia di Siena (dal km 33 al km 83); la gestione del tratto dal km 181,601 al km 182,607 è passata dall'ANAS alla provincia di Arezzo che l'ha declassato a comunale. Il tratto dal km 83 al km 181 è rimasto invece gestito dall'ANAS. Il tratto dal km 83 al km 100 (la tratta conosciuta come raccordo Siena-Bettolle) è stato riclassificato come SS715.

## Percorso
La statale ha inizio a nord di Grosseto, dove si stacca dalla vecchia Via Aurelia all'altezza di Braccagni. Dopo alcuni chilometri pianeggianti, nei quali oltrepassa l'abitato di Sticciano Scalo, inizia a risalire la Maremma in direzione di Roccastrada. Lasciato il paese, che attraversa da sud a nord nella parte centrale, si inoltra nell'alto bacino dei fiumi Farma e Merse in un paesaggio boschivo e solitario. Superato l'antico nucleo abitato di Torniella e varcato in discesa il ponte sul torrente Farma, la statale entra nella Provincia di Siena nel comune di Monticiano, per poi proseguire in quello di Chiusdino. Attraversata la frazione di Frosini (dopo la quale è stato effettuato un miglioramento del tracciato che ha eliminato una lunga serie di curve), la strada giunge in località Montarrenti. Lasciata sulla sinistra la ex strada statale 541 Traversa Maremmana (SP 541) che conduce a Colle di Val d'Elsa e superato il Ponte della Pia, dopo avere toccato l'abitato di Rosia, si dirige verso Siena, che aggira da ovest verso nord-est entrando da Porta San Marco e uscendo da Porta Pispini.
Dopo Siena la 73 volge verso la Valdichiana. In questo tratto il tracciato originario (non più gestito dall'ANAS) è stato sostituito dal raccordo autostradale Siena-Bettolle (1965): del vecchio percorso rimangono praticabili solo alcuni tratti, utilizzati per la viabilità locale e di recente riadattati dopo il raddoppio dell'intero raccordo. Il raccordo autostradale Siena-Bettolle si sviluppa con un andamento pianeggiante e si presenta come una superstrada a doppia carreggiata, con due corsie per senso di marcia, priva di incroci a raso e di accessi carrabili. I tratti della vecchia 73 ancora percorribili, invece, risalgono le colline a sud-est di Siena e si inoltrano nel paesaggio delle crete attraversandole con numerosi saliscendi.
Lasciato il raccordo Siena-Bettolle in località Colonna del Grillo, la 73 entra nella Provincia di Arezzo. Superato il colle boscoso di Palazzuolo discende verso la Valdichiana lasciando a sinistra la pittoresca Gargonza. A Monte San Savino inizia una variante a doppia carreggiata di venti chilometri pianeggianti, purtroppo incompiuta mancando il collegamento diretto con la Siena-Bettolle, che arriva fino alle porte di Arezzo.
Oltrepassata la città e superato il valico dello Scopetone (dal 1967 è percorribile una variante che agevola il percorso, eliminando la salita al passo), la statale scende nella Val Cerfone, da dove prosegue verso la Valtiberina, seguendo il fondovalle del fiume. Uscita dalla Val Cerfone attraversa l'abitato delle Ville Monterchi e termina a Sansepolcro in prossimità del ponte sul Tevere.
La statale, nel suo tracciato originario, presenta un andamento estremamente tortuoso, in particolare nei tratti Sticciano Scalo-Rosia, Colonna del Grillo-Monte San Savino, Arezzo-Sansepolcro-Borgo Pace (anche nella sua naturale prosecuzione SS 73bis).

## Galleria d'immagini

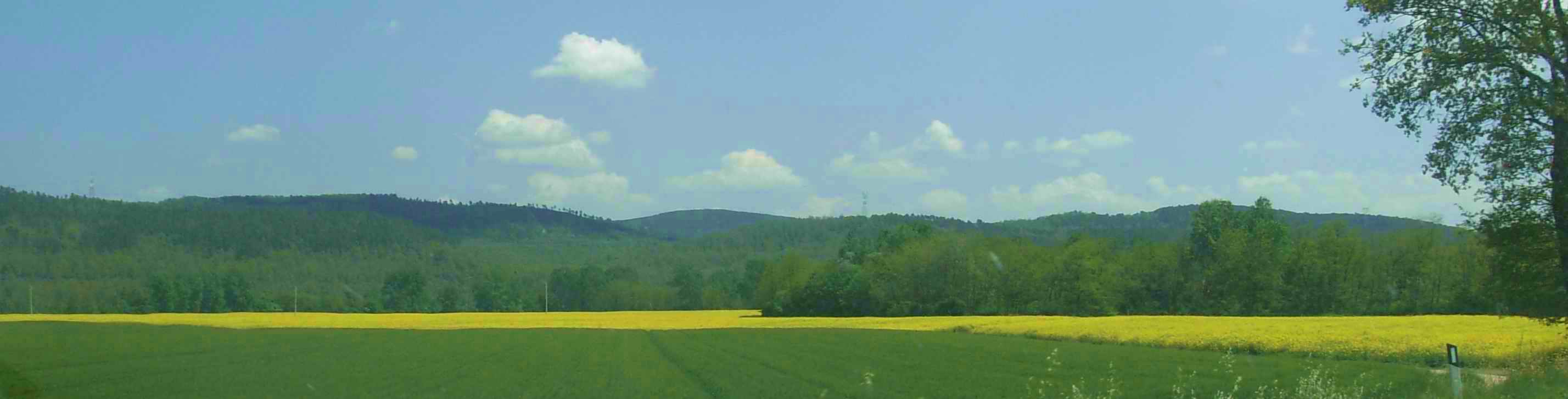
Val di Merse
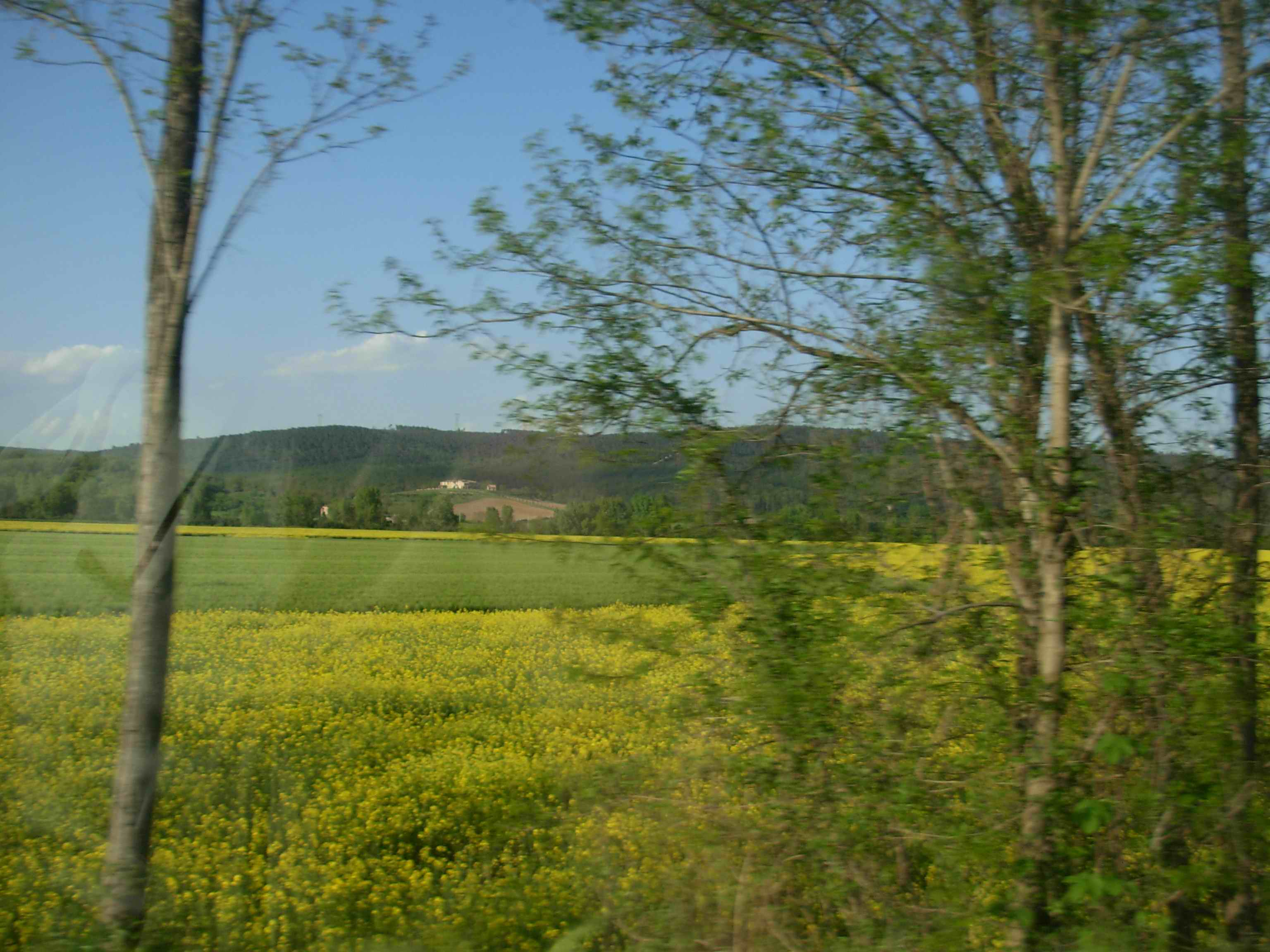
Anche dall'auto ci si gode il paesaggio
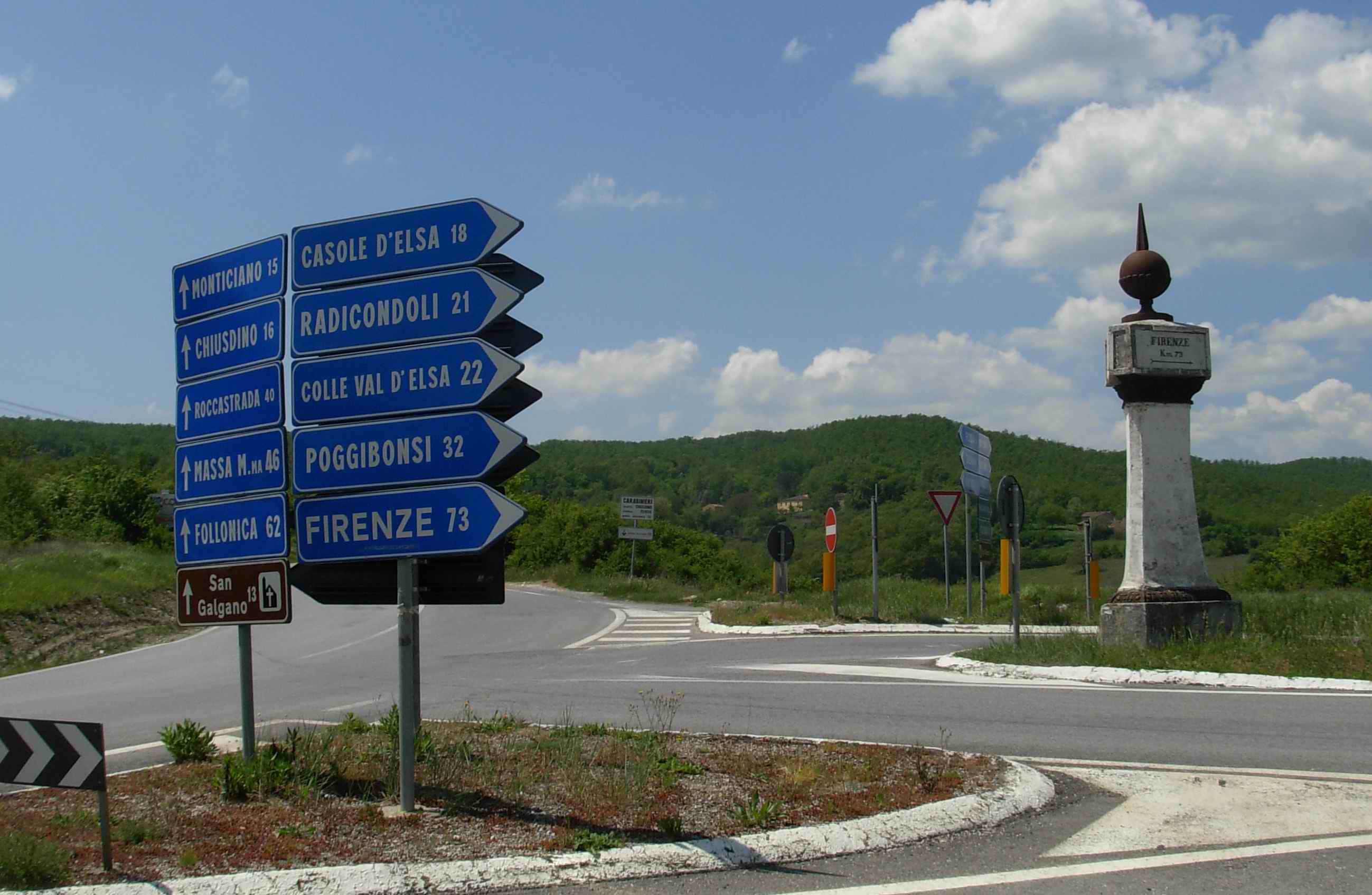
Il bivio tra la SS 73 e la SS 541, la cosiddetta Colonna di Montarrenti di epoca granducale
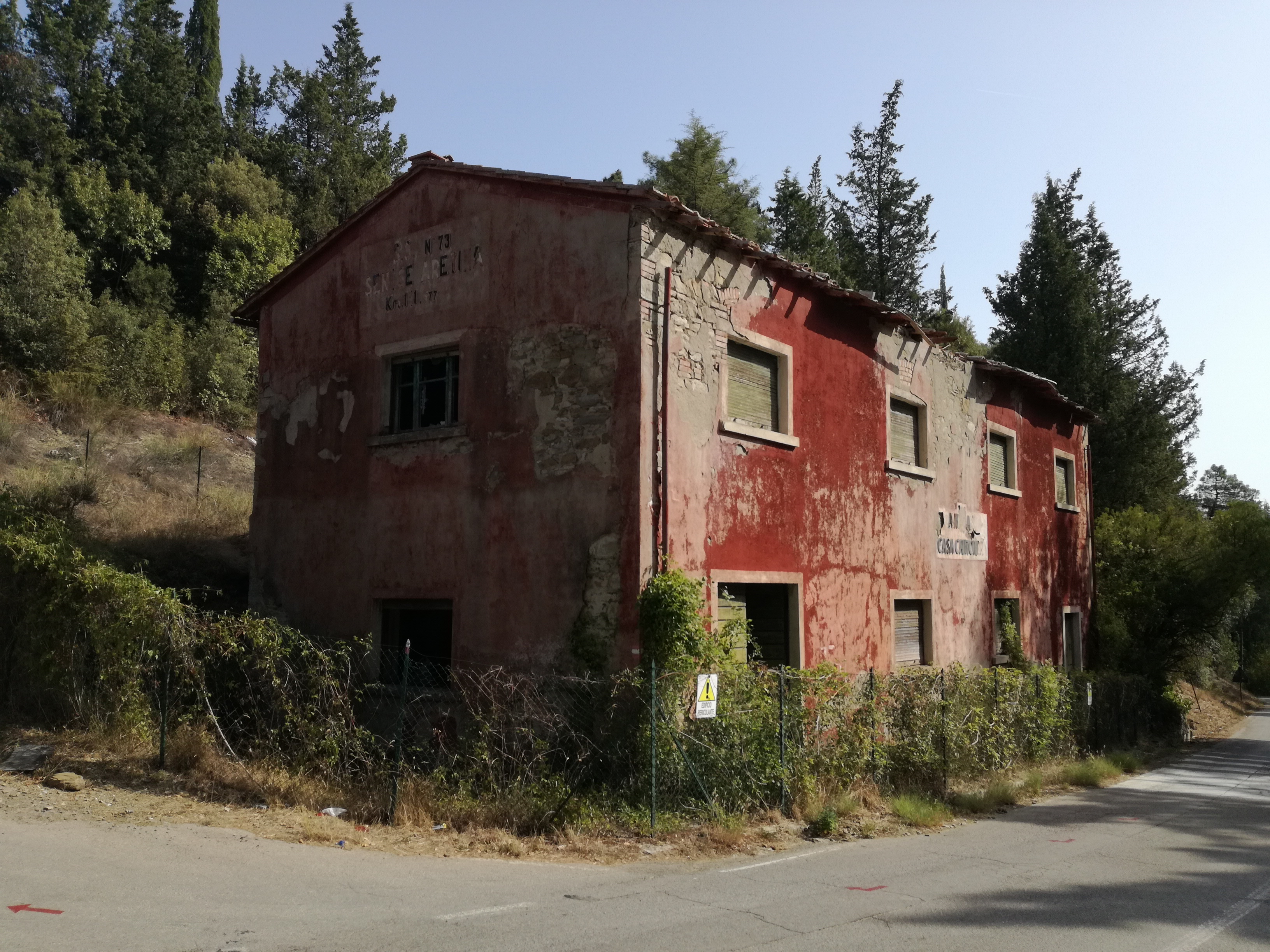
Ex casa cantoniera presso il Valico dello Scopetone (tra Arezzo e Palazzo del Pero), sul tratto declassato, sostituito dalla variante del Torrino.

## Variante Olmo - Ville Monterchi - San Giustino Umbro
La variante alla SS 73 collega le località toscane di Olmo, a sud ovest di Arezzo, e delle Ville Monterchi, per una lunghezza di 23 km. L'apertura del tratto da Olmo a Palazzo del Pero, a carreggiata singola, necessario per evitare la salita al valico dello Scopetone (526 m), risale all'agosto 1967. L'inaugurazione di quello da Palazzo del Pero alle Ville Monterchi, a doppia carreggiata, è invece del dicembre 2007.
La variante inizia a sud di Arezzo, dove diparte dalla vecchia statale all'altezza di Olmo. Dopo avere aggirato la periferia della città, fungendo da tangenziale urbana, risale, in lieve pendenza, la collina del Torrino, che separa la Valdichiana dalla Valtiberina. Giunta al Torrino, il punto più alto del percorso, dopo avere superato una galleria e una piccola serie di rilevati, discende verso Palazzo del Pero. Aggirato il paese, e divenuta a doppia carreggiata, si dirige verso nord-est attraverso la valle del torrente Cerfone. Con una serie ininterrotta di viadotti e quattro gallerie, la strada entra in Valtiberina, ricollegandosi al vecchio tracciato poco prima delle Ville Monterchi.
La variante Olmo-Ville Monterchi rientra nell'itinerario europeo E78 Grosseto-Fano, che prevede di realizzare una superstrada che unisca le due città, e quindi le coste del Tirreno e dell'Adriatico, passando per Siena, Arezzo e Sansepolcro. Per la prima parte del tratto in questione sono previsti il raddoppio e l'adeguamento agli standard richiesti.
Vi è inoltre un altro tratto, per ora solo in progetto, da Le Ville Monterchi a San Giustino Umbro, utile al completamento dell'itinerario europeo E78 Grosseto-Fano, che si dovrà collegare così alla SS 73 bis "di Bocca Trabaria", la cui variante resta in parte in progetto e in parte incompiuta.
Il tracciato è gestito dall'ANAS che l'ha classificato come SS73: la gestione del vecchio tracciato della statale è passata dall'ANAS ai comuni attraversati.